# Tim Bergling Foundation
A Tim Bergling Foundation é uma fundação criada pela família do DJ sueco Tim Bergling, mais conhecido como Avicii, para "honrar sua memória e continuar atuando em seu espírito". Avicii faleceu em 2018, após uma longa batalha contra problemas de saúde mental, resultando em suicídio. A fundação foi inicialmente criada com o objetivo de aumentar a conscientização sobre saúde mental e prevenção ao suicídio, ajudando a evitar que outras famílias enfrentem tragédias semelhantes. Posteriormente, sua atuação foi expandida para incluir questões como mudanças climáticas, proteção de espécies em extinção, gestão empresarial e conservação da natureza.

## História
A Tim Bergling Foundation foi anunciada pela família de Avicii em 26 de março de 2019. Inspirada pela filantropia de Avicii, que incluiu projetos como o House for Hunger, a família de Tim Bergling declarou: "Tim queria fazer a diferença — criar uma fundação em seu nome é nossa maneira de honrar sua memória e continuar agindo em seu espírito."
Em 6 de junho de 2019, foi lançado o álbum póstumo de Avicii, intitulado Tim. Avicii já havia trabalhado no álbum antes de sua morte, e colaboradores como Chris Martin, Vargas & Lagola e Aloe Blacc foram chamados para finalizar o projeto. Além disso, uma biografia oficial de Avicii, chamada "Tim - The Official Biography of Avicii", escrita por Måns Mosesson, foi lançada em 2021. Os lucros de ambos os projetos foram destinados à fundação.
Durante o International Music Summit de 2019, o pai de Avicii, Klas Bergling, falou sobre a importância de reconhecer e tratar os primeiros sinais de deterioração da saúde mental, ansiedade e depressão em artistas e profissionais da indústria musical. Ele também destacou os fatores que contribuem para essas condições e os objetivos que a fundação pretende alcançar para ajudar a combater esses problemas.

## Eventos musicais
A Tim Bergling Foundation realiza periodicamente eventos musicais para arrecadar fundos em prol da organização. O primeiro evento foi o "Avicii Tribute Concert", um show em homenagem ao DJ Avicii, realizado em 2019 na Friends Arena. O segundo evento, intitulado "Together For a Better Day", ocorreu pela primeira vez em 2021 na Avicii Arena, com uma nova edição realizada em 2023.

## Avicii Tribute Concert

### Organização
Após o lançamento póstumo do álbum Tim em junho de 2019, a fundação começou a planejar um show em homenagem ao músico. Várias empresas e marcas se juntaram à organização do evento, como a companhia aérea SAS Scandinavian Airlines, a marca de alto-falantes Urbanista e a empresa de viagens Tallink & Silja Line. A SAS ofereceu passagens com descontos durante o evento, e a Urbanista doou 10% de sua receita de outubro para a fundação. Além disso, as redes de hotéis Hotel at Six, Nordic Light Hotel e Quality Hotel Friends também colaboraram com a iniciativa.
Em 2 de setembro de 2019, a revista Variety anunciou que o show seria realizado em 5 de dezembro de 2019, com apresentações de DJs, uma banda de 30 integrantes e mais de 19 músicos convidados. O pai de Avicii, Klas Bergling, explicou que Tim sempre sonhou em tocar sua música ao vivo com uma grande banda, e que eles "realizariam esse sonho". Os fãs teriam "a oportunidade de vivenciar sua música de uma forma única". Os ingressos foram colocados à venda em 5 de setembro de 2019, com mais de 55 mil bilhetes sendo vendidos em apenas 30 minutos, de acordo com a revista Billboard. Klas Bergling descreveu esse fato como "incrível e difícil de acreditar", afirmando que Tim ficaria "imensamente grato a cada pessoa por compartilhar essa noite com ele e sua família". Entre os presentes no evento estavam a princesa Sofia e o príncipe Carl Philip da Suécia.
Simultaneamente à venda de ingressos, foi lançado um site com mais informações sobre o concerto e a programação final, além de possibilitar doações.
O show foi transmitido ao vivo nas redes sociais de Avicii, assim como pela televisão e rádio suecas. Todas as gravações, assim como as performances individuais, foram disponibilizadas posteriormente no canal oficial de Avicii no YouTube.
O show teve um total de 58.163 pessoas presentes, estabelecendo um recorde de público na Friends Arena.

### Programação de abertura
Entre 18h e 21h, os DJs Laidback Luke, Nicky Romero, Dimitri Vegas & Like Mike e Kygo se apresentaram com sets de 30 minutos cada. Em seguida, David Guetta subiu ao palco para um set de 30 minutos, no qual apresentou uma música baseada em uma ideia que havia compartilhado com Avicii. Essa faixa foi finalizada por ele e Afrojack na semana seguinte à morte de Avicii e recebeu o título "Say Goodbye". David Guetta mencionou que aquela seria a primeira e provavelmente a última vez que tocaria a música. Além disso, ele criou mash-ups especiais de faixas de Avicii e suas próprias músicas, exclusivamente para essa apresentação. Durante seu set, Kygo também tocou uma colaboração inédita com Avicii, intitulada "Forever Yours", com vocais de Sandro Cavazza.

### Programação principal
Às 21h, Klas Bergling subiu ao palco e fez um discurso em sueco, agradecendo à equipe de produção, aos artistas e aos presentes. Em seguida, o concerto começou oficialmente, com Carl Falk, um dos amigos mais próximos e parceiros de estúdio de Avicii, introduzindo a apresentação com uma guitarra elétrica. Ao todo, o show contou com 28 músicas, com vocais ao vivo, principalmente dos cantores originais. Cada música foi acompanhada por uma orquestra e um coro. Aloe Blacc, Carl Falk e a dupla Vargas & Lagola dedicaram algumas palavras ao músico antes de tocar "SOS", "Fades Away" e "Friend of Mine". Carl Falk fez questão de destacar "Fades Away", mencionando que foi uma das últimas faixas que ele e Avicii produziram juntos, com Avicii responsável pela letra e estrutura da música.
O encerramento do show foi marcado por "Levels", uma das canções mais icônicas de Avicii, acompanhada por imagens de momentos da vida do DJ, exibidas em telões. Fogos de artifício iluminaram o palco durante essa última performance. Antes do final, todos os artistas retornaram ao palco, de mãos dadas, se curvando em agradecimento ao público.

### Lista de faixas do show
| 1. Without You - Sandro Cavazza 2. Tweet It vs. Walking On A Dream (Avicii Mashup) - Tim Berg & Norman Doray & Sebastien Drums vs. Empire of the Sun 3. Sunshine Spectrum (Avicii Bootleg) - David Guetta & Avicii vs. Florence and The Machine 4. Seek Bromance - Amanda Wilson 5. SOS - Aloe Blacc 6. Blessed - Dorothy Sherman, Andy Sherman & coro gospel da igreja Hedvig Eleonora 7. Fade Into Darkness - Andreas Moe 8. Ten More Days - Zak Abel 9. Silhouettes - Vargas & Lagola 10. I Could Be The One - Johanna Söderberg 11. Dear Boy - Audra Mae 12. Addicted to You - Audra Mae 13. Bad Reputation - Joe Janiak 14. Friend of Mine - Vargas & Lagola | 15. You Make Me - Vargas & Lagola 16. Tough Love - Agnes & Vargas & Lagola 17. Sunset Jesus - Gavin Degraw 18. Lay Me Down - Adam Lambert 19. Heart Upon My Sleeve - Lucas Krüger 20. Fades Away - MishCatt 21. Lonely Together - Rita Ora 22. The Nights - Nick Furlong 23. Hey Brother - Dan Tyminski 24. Heaven - Simon Aldred 25. Waiting for Love - Simon Aldred 26. Wake Me Up - Aloe Blacc 27. A Sky Full of Stars - Simon Aldred 28. Levels - Banda de fundo |

### Objetivo
O pai de Avicii, Klas Bergling, explicou em uma entrevista que o principal objetivo do show era trazer à tona o debate sobre o "estigma em torno das doenças mentais e do suicídio" no cenário político, visando aumentar a conscientização sobre esses temas. Ele enfatizou a importância de medidas preventivas, afirmando que "a polícia e outros recursos são essenciais para reduzir os riscos de suicídio, especialmente entre os jovens".
Parte da receita arrecadada com os ingressos foi destinada à Associação Sueca para Saúde Mental. Em particular, o departamento responsável por fornecer apoio a pessoas em risco de suicídio receberá dez milhões de coroas suecas (aproximadamente R$5.300.000,00 ou €880.000) por ano, durante três anos. O objetivo é garantir assistência contínua a quem precisa. Klas Bergling declarou que "isso seria a melhor maneira de reduzir o número de suicídios".

## Avicii Experience
O Avicii Experience, um museu em homenagem ao DJ Avicii, foi inaugurado em fevereiro de 2022 no Space Stockholm, um centro de cultura digital próximo à praça Sergel, em Estocolmo. Criado com a iniciativa dos pais do artista, o museu oferece aos fãs a oportunidade de lembrar e celebrar seu trabalho, além de entender seu processo criativo. O espaço conta com reconstruções do quarto de infância de Avicii e de sua mansão em Los Angeles, exibe suas músicas mais populares, permite que os visitantes remixem suas faixas e ainda disponibiliza músicas inéditas. As exposições cobrem diferentes fases da vida de Avicii, incluindo uma simulação do ritmo intenso que ele viveu antes de se aposentar das turnês em 2016, ajudando o público a compreender os desafios de saúde mental enfrentados pelo artista. Parte dos lucros do museu é destinada à Tim Bergling Foundation.